# Gordon Lueckel
Gordon Lueckel (* 6. August 1964 in New York) ist ein deutscher Unternehmensberater, Vortragsredner und Autor.

## Leben
Gordon Lueckel wurde in New York geboren. In der frühen Jugend siedelte er mit seiner Familie ins Rheinland um. Nach dem Abitur 1983 studierte er Volkswirtschaftslehre an der Universität zu Köln. Während seines Studiums war er für Hildegard Hamm-Brücher, Volker Rühe sowie Reinhard Furrer tätig. 1988 war er als Stipendiat Teilnehmer des International Space University–Programms am Massachusetts Institute of Technology. Zu seinen Lehrern gehörte dort u. a. der Apollo 11-Astronaut Buzz Aldrin.
Von 1989 bis 1991 arbeitete er für die Lufthansa im Bereich Öffentlichkeitsarbeit in Frankfurt, Atlanta und Bejing. Danach war im Top-Management-Nachwuchsprogramm der Bertelsmann-AG in Gütersloh und Wiesbaden, dann als Vorstandsassistent und Vertriebsmanager in München aktiv.
1994 wechselte Lueckel in die Selbständigkeit als Unternehmensberater im Bereich Kommunikation. Im Jahre 2000 gründete er als geschäftsführender Gesellschafter die Yupik Marketing Public Relations GmbH mit Sitz in Köln, die er im Jahre 2018 veräußerte, um sich ausschließlich seiner Kölner Video- und TV-Produktionsfirma Moving Group und seiner Vortrags- und Beratungstätigkeit im Bereich Innovation und digitaler Transformation zu widmen.
Lueckel ist Autor zahlreicher Sachbücher. Als Jazzpianist spielte er unter dem Pseudonym Marc Gordon bei dem Kölner Label Independent Artists die CD A tonal journey ein.
Er lebt in Pulheim bei Köln, ist verheiratet und Vater zweier Töchter und eines Sohns.

## Auszeichnung
Lueckel wurde 1988 mit dem „Annual Award“ der Space Foundation „for special achievement in the field of lunar base development design“ vom Shuttle-Astronauten Joseph Allen ausgezeichnet.

## Monographien
- mit Andreas Kösters: Alles was Sie schon immer über Ihre Karriere wissen wollten, Gabler-Verlag, Wiesbaden 1993, ISBN 978-340914302-8.
- mit Andreas Kösters: Address for success. Das Kontakte-ABC für den Ein- und Aufstieg, Campus Verlag, Frankfurt/New York 1995, ISBN 978-3-59335-247-3.
- mit Andreas Kösters: Adreßbuch Studium und Beruf. Die 1600 wichtigsten Ansprechpartner, Campus Verlag, Frankfurt/New York 1996, ISBN 978-3-59335-458-3.
- mit Andreas Kösters: Die 100 besten Arbeitgeber, 5. Aufl., Campus Verlag, Frankfurt/New York 2001, ISBN 978-3-59336-576-3.
- mit Johannes Thiele: Deutschland. Das Buch, Thiele & Brandstätter, Wien/München 2009, ISBN 978-3-85179-078-8.
- Reihe Die Welt in 60 Minuten:
  - Feinschmecker in 60 Minuten, Thiele & Brandstätter, Wien/München 2009, ISBN 978-3-85179-105-1
  - Weinkenner in 60 Minuten, Thiele & Brandstätter, Wien/München 2010, ISBN 978-3-85179-129-7.
  - mit Gisela Lueckel: Barkeeper in 60 Minuten, Thiele & Brandstätter, Wien/München 2013, ISBN 978-3-85179-238-6.
  - Einfacher leben in 60 Minuten (unter Pseudonym Marc Gordon), Thiele & Brandstätter, Wien/München 2012, ISBN 978-3-85179-224-9.
  - Zaubern in 60 Minuten, Thiele & Brandstätter, Wien/München 2013, ISBN 978-3-85179-254-6.